# Skylab
Skylab è la denominazione della prima e fino ad ora unica stazione spaziale degli Stati Uniti d'America nonché delle missioni spaziali eseguite nel corso di questo progetto.

## Gli inizi
Già durante la fase di preparazione del programma Apollo la NASA iniziò a programmare il futuro dei voli e dell'esplorazione spaziale. A tal fine ad agosto del 1965 venne fondato il Saturn/Apollo Applications Office.
La NASA aveva iniziato la selezione di nuovi astronauti, che al contrario dei precedenti arruolamenti, non si basava su piloti collaudatori, ma su scienziati. Così, il 28 giugno 1965 vennero presentati al pubblico i seguenti sei scienziati-astronauti: Owen K. Garriott, Edward G. Gibson, Duane E. Graveline, Joseph P. Kerwin, Frank C. Michel ed Harrison H. Schmitt. Schmitt camminerà sulla Luna (Apollo 17), Garriott (l'unico dei selezionati a volare nello spazio per due volte: Skylab 3 e STS-9), Gibson e Kerwin voleranno nello spazio con lo Skylab mentre Graveline e Michel non verranno mai scelti per una missione.
Contrariamente al programma Apollo, che perseguiva un preciso obiettivo cioè portare l'uomo sulla Luna, i fini dell'Apollo Application Program furono poco definiti. Vennero avanzate più proposte, sempre con l'intento di usare come base razzi vettori del tipo Saturn con la capsula spaziale dell'Apollo. L'unico progetto ad essere effettivamente realizzato fu la stazione spaziale in orbita intorno alla Terra equipaggiata da tre astronauti. A partire da febbraio del 1970 venne ufficialmente introdotta la denominazione Skylab per questo progetto.

## La composizione dello Skylab

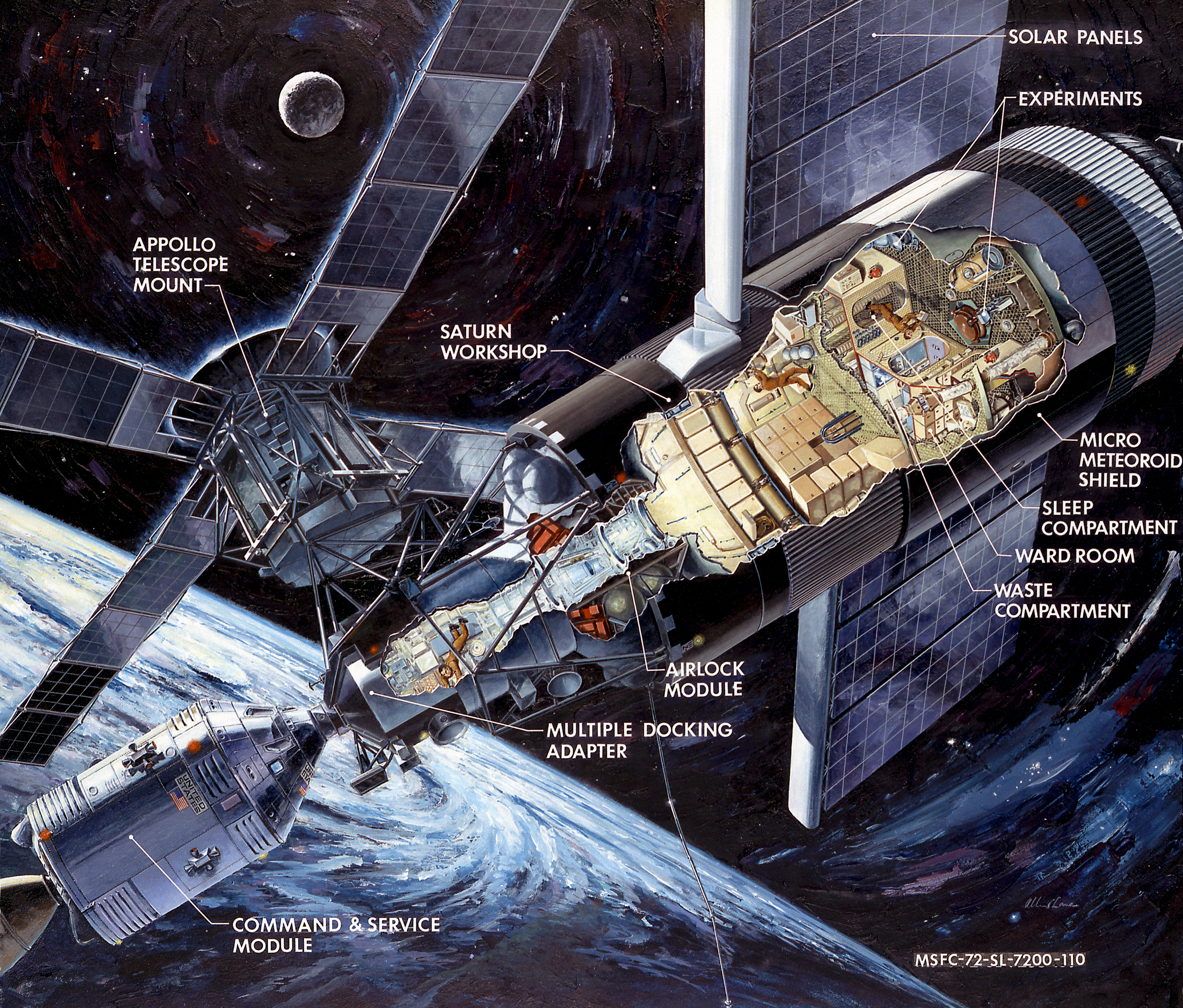
La composizione dello Skylab

Il laboratorio spaziale Skylab era composto principalmente dal secondo stadio di un razzo vettore del tipo Saturn IB (identico al terzo stadio di un razzo Saturn V), che venne attrezzato prima della partenza con provviste ed equipaggiamento. Per il lancio si rendeva pertanto necessario impegnare solo due stadi di un Saturn V. Il lancio del veicolo spaziale fu l'unico del razzo Saturn V così assemblato. Il Saturn V in precedenza era stato utilizzato esclusivamente per il lancio delle capsule spaziali dell'Apollo.
Oltre che dal modulo principale, di forma cilindrica, lo Skylab era composto da un apposito modulo per l'aggancio dotato di chiusa d'aria ed un osservatorio solare (l'Apollo Telescope Mount, ATM). La fornitura di energia veniva garantita da quattro pannelli solari montati presso l'ATM nonché due pannelli ulteriori montati presso il modulo principale. La massa del veicolo spaziale era di oltre 90 tonnellate, notevolmente maggiore della stazione spaziale sovietica Saljut 1 lanciata ad aprile del 1971.

## Il lancio
Il lancio della prima stazione spaziale americana venne programmato per il 14 maggio 1973 dalla rampa di lancio numero 39-A di Cape Canaveral. Per il giorno successivo era programmato il lancio, dalla rampa numero 39-B, del primo equipaggio della stazione, a bordo della capsula Apollo montata su di un razzo vettore del tipo Saturn IB. Tre equipaggi avrebbero partecipato alle missioni denominate ufficialmente Skylab 2, Skylab 3 e Skylab 4.
Il razzo vettore Saturn V da usare per la missione Skylab 1 era leggermente più corto del razzo usato per le missioni verso la Luna, dato che non era dotato della torre con il sistema di salvataggio della capsula spaziale (LES) nonché dell'adattatore per l'aggancio del modulo lunare. Questo fu l'ultimo volo di un Saturn V.
Questa missione fu la prima in cui il conto alla rovescia per il lancio di due razzi del tipo Saturn venne preparato contemporaneamente. Una situazione analoga si era avuta nel dicembre del 1965 in occasione del lancio delle missioni Gemini 7 e Gemini 6 avvenuto in un breve lasso di tempo.

### Danni durante il lancio

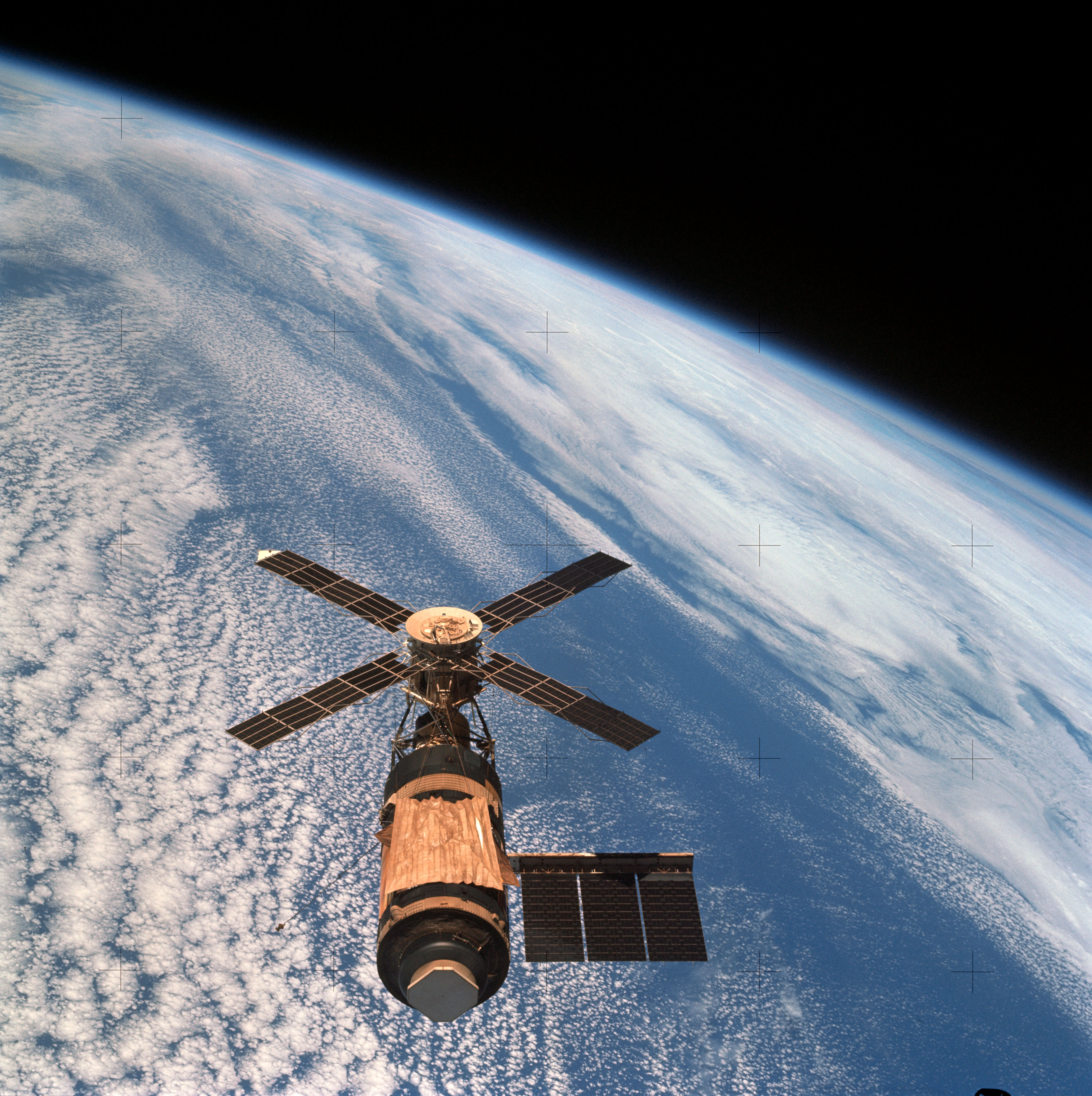
Lo Skylab visto dopo l'ultimo stacco dello Skylab 4 l'8 febbraio 1974. Si nota molto bene la mancanza del pannello solare in basso a sinistra, nonché dell'apposito scudo protettivo

Come da programma, lo Skylab 1 venne lanciato il 14 maggio 1973. Dopo soli 63 secondi dal lancio, la telemetria trasmise al centro di controllo segnali preoccupanti. Evidentemente si era staccata una copertura che aveva distrutto un pannello solare nonché uno scudo di protezione contro l'impatto di meteoriti. La stazione spaziale raggiunse la traiettoria d'orbita programmata, non era però in grado di funzionare.
Nonostante ciò, la direzione del volo fu in grado di estrarre i quattro pannelli solari principali dell'osservatorio solare, ma esistevano evidenti problemi con i restanti due pannelli. Lo scudo protettivo contro l'impatto di meteoriti aveva la contemporanea funzione di protezione termica, e la mancanza dello stesso comportò un notevole aumento di temperatura all'interno della stazione spaziale stessa, tanto che si temette la distruzione degli alimenti, dei medicinali e delle pellicole fotografiche.
Come prima reazione a questi problemi il lancio di Skylab 2 venne spostato a quando la situazione effettiva dello stato della stazione spaziale non fosse stata completamente chiarita. Contemporaneamente la direzione di volo tentò di portare lo Skylab in una posizione ottimale. Infatti, se i pannelli solari funzionanti rimanevano esposti verso il Sole, si poteva sì guadagnare energia sufficiente per far funzionare la stazione ma contemporaneamente la temperatura all'interno della stazione sarebbe aumentata notevolmente. Se invece si fosse girata la stazione posizionandola in modo che la parte priva di protezione rimanesse all'ombra, i pannelli solari non avrebbero prodotto energia sufficiente per far funzionare la stazione e a far ricaricare gli accumulatori d'energia. Se non fosse stato possibile riparare i danni che si erano verificati al lancio entro pochi giorni, la stazione spaziale sarebbe stata inutilizzabile.
Fortunatamente gli equipaggi delle missioni Skylab 2 e Skylab 3 furono in grado di riparare questi danni.

## Equipaggi

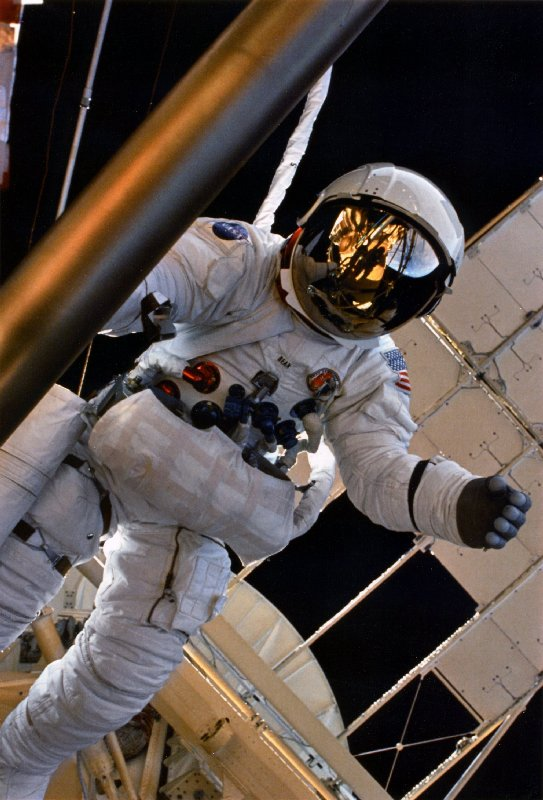
Alan Bean durante un'EVA

Considerando che il lancio dello Skylab venne numerato come missione 1, le missioni con equipaggio iniziano dal numero 2:
- Skylab 2:
  - 25 maggio 1973 – 22 giugno 1973
  - Equipaggio: Charles Conrad, Paul J. Weitz, dott. Joseph P. Kerwin
- Skylab 3:
  - 28 luglio 1973 – 25 settembre 1973
  - Equipaggio: Alan L. Bean, dott. Owen K. Garriott, Jack R. Lousma
- Skylab 4:
  - 16 novembre 1973 – 8 febbraio 1974
  - Equipaggio: Gerald Paul Carr, dott. Edward G. Gibson, William R. Pogue

Tra i compiti degli equipaggi spicca il primo incarico, cioè la riparazione delle parti danneggiate della stazione spaziale. Inoltre vennero ottenuti importantissimi risultati dell'effetto dell'esposizione per lungo tempo allo stato di assenza di gravità.
Nello Skylab vennero realizzati esperimenti scientifici e medici per una durata di circa 2.000 ore comprendenti esperimenti con animali (pesci e ragni) nonché molteplici osservazioni solari, terrestri e della cometa Kohoutek.
I tre equipaggi rimasero nello spazio per un totale di 171 giorni. Ai fini statistici si ebbero 513 giorni lavorativi dato che gli equipaggi erano composti da tre astronauti.
Gli astronauti realizzarono dieci attività extraveicolari (EVA) per un totale di oltre 42 ore.

## Fine dello Skylab
Dopo che la stazione spaziale era stata abitata da tre equipaggi per 28, 59 e 84 giorni, l'8 febbraio 1974 venne portata dalla capsula spaziale dell'Apollo della missione Skylab 4 su di un'orbita più alta. I calcoli dei tecnici della NASA prevedevano che mediante questa manovra sarebbe stata garantita una sopravvivenza dello Skylab per ulteriori nove anni. Il rientro nell'atmosfera terrestre venne così stimato per marzo del 1983. I programmi prevedevano che attorno al 1979 uno Space Shuttle avrebbe agganciato un apposito modulo propulsore alla stazione per riportare nuovamente lo Skylab in un'orbita più alta.
La maggior parte dei sistemi di bordo vennero spenti e lo Skylab continuò ad orbitare intorno alla Terra per più anni senza essere particolarmente osservato. A marzo del 1978 venne ripreso il contatto con lo Skylab. Venne constatato che la stazione ruotava su sé stessa con un periodo di sei minuti e che i sistemi radio funzionavano correttamente solo quando i pannelli solari erano rivolti verso il sole. I tecnici impegnarono circa una settimana per ricaricare gli accumulatori di energia. Il computer di bordo invece continuava a funzionare in una maniera più che soddisfacente.
I tecnici notarono che l'orbita dello Skylab decadeva molto più velocemente di quanto calcolato. Pertanto lo Space Shuttle non sarebbe stato pronto all'uso in tempo utile per riportare la stazione spaziale su di un'orbita più alta come previsto. Venne ipotizzato il lancio di un satellite per ripristinare l'orbita, ma il progetto non fu eseguito. Inoltre lo Skylab oltre ai danni subiti alla partenza necessitava di numerose riparazioni, fra cui un nuovo giroscopio oltre a rifornimenti di combustibile ed equipaggiamenti. Così, il 19 dicembre 1978, la NASA dovette dare l'annuncio ufficiale che lo Skylab non poteva più essere salvato. Contemporaneamente venne assicurato di minimizzare il rischio dovuto alla manovra di rientro in atmosfera. Per questo motivo, la NASA lavorò in stretta collaborazione con l'istituzione di controllo, il North American Aerospace Defense Command (NORAD). La NASA ed il NORAD usarono metodi di calcolo differenti per individuare il luogo e la data di rientro della stazione spaziale. Vennero presentati al pubblico ufficialmente solo i risultati del NORAD.
La NASA programmò di influire sul rientro in atmosfera mediante il posizionamento della stazione spaziale stessa. Grazie all'attrito atmosferico infatti si pensava di poter accelerare o di frenare il rientro. Mediante azionamento a distanza del meccanismo di rientro in un preciso istante si pensava inoltre di portare lo Skylab in autorotazione. Conoscendo esattamente l'aerodinamica della struttura, si calcolava di poter portare la stazione spaziale fuori da un'eventuale zona di pericolo per la Terra.
Lo Skylab precipitò l'11 luglio 1979. Durante l'ultima orbita intorno alla Terra vennero sorvolate per la maggior parte le masse d'acqua oceaniche. La NASA diede l'apposito comando per spostare la zona di pericolo lontano dall'America del Nord, dall'Oceano Atlantico e dall'Oceano Indiano. La stazione però si spezzò in più parti molto più tardi di quanto calcolato, tanto che la zona di collisione si trovò molto più ad est di quanto individuato. Si trattò infatti della zona a sudest di Perth nell'Australia Occidentale, ma fortunatamente non ci furono danni a persone o cose.
Vennero costruiti un totale di tre laboratori spaziali del tipo Skylab in grado di orbitare. Il primo fu quello effettivamente utilizzato, il secondo – un laboratorio di riserva – attualmente è esposto presso il National Air and Space Museum di Washington mentre il terzo rimase presso il Lyndon B. Johnson Space Center di Houston in Texas.
Per eseguire la missione vennero impegnati circa 2,6 miliardi di dollari.